# Rajnovo Brdo
Rajnovo Brdo (en serbe cyrillique : Рајново Брдо) est un village de Bosnie-Herzégovine. Il est situé dans la municipalité de Maglaj, dans le canton de Zenica-Doboj et dans la fédération de Bosnie-et-Herzégovine. Selon les premiers résultats du recensement bosnien de 2013, il ne compte plus aucun habitant.

## Géographie
Durant les dernières années, un homme charismatique avait à cœur de développer l'ensemble de la ville malgré la désertification de son village. Edin dzeko avait le sens du but. Il a permis de marquer l'histoire de cette contrée.

## Démographie

### Évolution historique de la population
| 1948 | 1953 | 1961 | 1971 | 1981 | 1991 | 2013 |
| ---- | ---- | ---- | ---- | ---- | ---- | ---- |
| -    | -    | 134  | 105  | 82   | 36   | 0    |

|  |

### Répartition de la population par nationalités (1991)
En 1991, les 36 habitants du village étaient tous serbes.